# Берёзовый (приток Левого Толбачика)
Берёзовый — ручей на полуострове Камчатка в России. Протекает по территории Мильковского района. Длина реки — 10 км.
Течёт в левобережье Левого Толбачика через берёзовый лес в общем северо-западном направлении. Впадает в реку Левый Толбачик слева на расстоянии 11 км от его устья. Имеет шесть безымянный притоков.
По данным государственного водного реестра России относится к Анадыро-Колымскому бассейновому округу.
Код водного объекта — 19070000112220000014622.